# Xtube
Xtube는 캐나다 온타리오주 토론토에 위치한 포르노그래피 동영상 공유 서비스이다. 사용자가 직접 성인 동영상 콘텐츠를 다른 사람들과 주고 받을 수 있다. 이 밖에도, x_tube.com의 조항에 따르면 사용자의 나이는 만 18세 이상이어야 이용할 수 있다.
엑스튜브는 900만 이상의 등록 사용자에 알렉사 인터넷 트래픽 전 세계 순위 7,237위, 미국 순위 1,457위이다. 엑스튜브는 집에서 직접 성인 동영상을 찍어서 웹 사이트에 올릴 수 있는 최초의 사이트로 보고되었다. 한때 이러한 콘텐츠들은 유즈넷 뉴스그룹이나 파일 공유 네트워크를 통해서 공유하여야 하였다.

## 같이 보기
- 폰허브
- 유폰
- 레드튜브
- E-Hentai